# Miles Addison
Pour les articles homonymes, voir Addison.
Miles Vivien Esifi Addison (né le 7 janvier 1989 à Newham, en Angleterre) est un footballeur anglais évoluant au poste de défenseur à Stratford Town.

## Biographie
Le 21 juin 2011, il prolonge son contrat avec Derby jusqu'en 2013. Quelques jours plus tard, le 24 juin il est prêté pour une durée de 6 mois au club de Barnsley. En janvier suivant, le contrat est prolongé d'un mois.
Le 4 mars 2015 il est prêté à Blackpool. Le 15 mai 2015, il est libéré par l'AFC Bournemouth.